# 33. pěší divize (Wehrmacht)
33. pěší divize (německy 33. Infanterie-Division) byla divize německé armády (Wehrmacht) za druhé světové války.

## Historie
33. pěší divize byla založena 1. dubna 1936 v Darmstadtu a v srpnu 1939 byla zmobilizována. Následně byla divize zaujala obranná postavení v Sárské Falci. Po účasti na západním tažení byla divize v říjnu 1940 převelena zpět do Německa a 11. listopadu 1940 reorganizována v 15. tankovou divizi.